# Maître Samuel
Pour plus de détails, voir Fiche technique et Distribution.
Maître Samuel (titre original : Mästerman) est un film muet suédois de Victor Sjöström sorti en 1920.

## Synopsis
Un homme très âgé, qui exerce la profession d'usurier, est amoureux d'une jeune femme mais il se retrouve avec un rival plus jeune sur les bras...

## Fiche technique
- Titre du film : Maître Samuel
- Titre original : Mästerman
- Réalisation : Victor Sjöström
- Scénario : Hjalmar Bergman
- Photographie : Julius Jaenzon - Noir et blanc
- Film muet
- Production : Svensk Filmindustri
- Durée : 1 heure 56 minutes
- Pays d'origine :  Suède
- Sortie : 11 octobre 1920

## Distribution
- Victor Sjöström
- Concordia Selander
- Greta Almroth
- Harald Schwenzen
- Tor Weijden
- John Ekman
- Torsten Hillberg
- Simon Lindstrand
- William Larsson
- Hjalmar Selander